# Buchenberg (Huy)

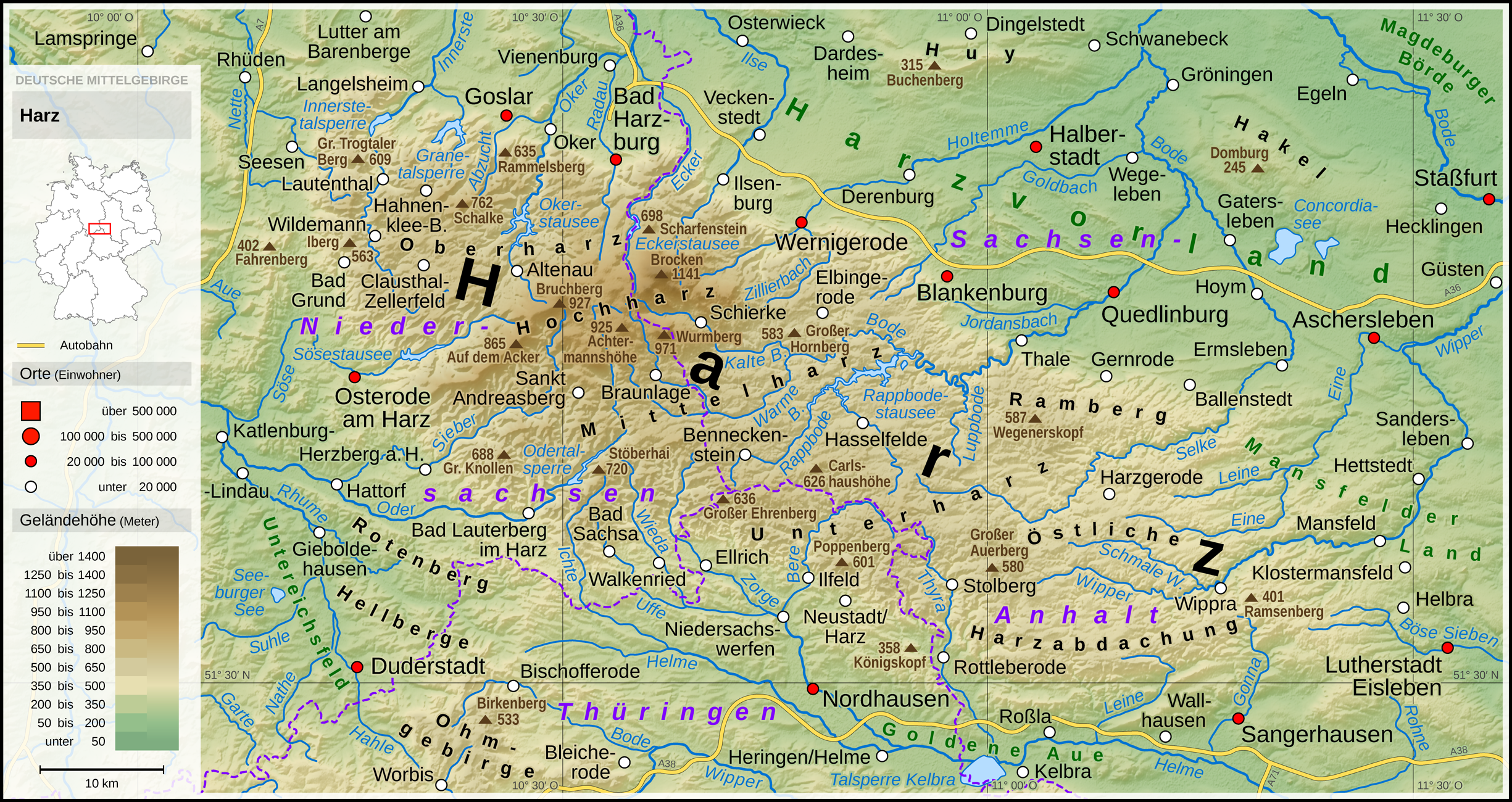
Oben: Der Huy

Der Buchenberg ist ein 314 Meter hoher Berg in Sachsen-Anhalt. Er ist die höchste Erhebung im Höhenzug Huy. Er befindet sich etwa drei Kilometer südwestlich von Dingelstedt am Huy, Gemeinde Huy. 
Koordinaten: 51° 57′ N, 10° 56′ O